# Сонгайла, Антанас
Антанас Сонгайла (род. 17 октября 1950) — советский самбист и дзюдоист, серебряный призёр чемпионата СССР 1975 года по самбо, обладатель Кубка СССР по самбо 1975 года, победитель чемпионата Европы по самбо 1976 года в Ленинграде, чемпион СССР по дзюдо 1977 и 1979 годов, бронзовый призёр чемпионата дружественных армий 1979 года по дзюдо, мастер спорта СССР международного класса по самбо. победитель и призёр международных турниров по самбо и дзюдо. По самбо выступал в полулёгкой весовой категории (до 57 кг). Проживал в Каунасе (Литва).

## Внутрисоюзные соревнования
- Кубок СССР по самбо 1975 — ;
- Чемпионат СССР по самбо 1975 — ;
- Чемпионат СССР по дзюдо 1977 — ;
- Чемпионат СССР по дзюдо 1979 — ;